# Centro de Investigación y Seguridad Nacional
Il Centro de Investigación y Seguridad Nacional (Centro per l'Investigazione e la Sicurezza Nazionale, CISEN) è un'agenzia di intelligence messicana nata nel 1989 e gestita dall'Ufficio di Coordinamento della Presidenza. Le Forze Armate, la Marina e l'Aviazione mantengono però le rispettive agenzie di intelligence a loro dedicate.